# Milkshake (singolo)
Milkshake è un brano musicale della cantante R&B statunitense Kelis prodotto dai The Neptunes, pubblicato come primo singolo estratto dall'album Tasty del 2003. Il singolo è stato il primo della cantante ad ottenere un successo rilevante in patria, dove ha raggiunto la posizione numero 3 della Hot 100 di Billboard e ha ottenuto il disco d'oro dalla RIAA. Il singolo ha raggiunto posizioni elevate in molti altri paesi, diventando il singolo di maggior successo della cantante nel mondo. Il brano ha ricevuto anche una nomination ai Grammy Awards del 2004 come Miglior interpretazione Urban alternativa. Il brano è stato lodato dalla critica, ed è stato inserito da molte riviste di settore nelle classifiche dei migliori brani degli anni 2000.

## Composizione e testo
Il brano rappresenta il quinto consecutivo e ultimo singolo della cantante prodotto dal duo di produttori The Neptunes, formato da Chad Hugo e Pharrell Williams. La canzone è stata composta una volta scelto Tasty come titolo del terzo album; il beat prodotto dai The Neptunes si basa su un riff composto dall'uso importante di un sintetizzatore che crea un ritmo post-funk incalzante e rapido. Nella produzione del beat è stato inserito dai produttori anche il suono extra-musicale di un campanello da tavolo. Durante la registrazione, la cantante sapeva che la scelta di pubblicare il brano come primo singolo del terzo album sarebbe stata giusta, come ha dichiarato in un'intervista del 2004.
Il testo della canzone è stato percepito dalla critica e dal pubblico come una metafora sessuale. In un'intervista a The Associated Press, la cantante ha dichiarato: "Il Milkshake è quello che rende le donne speciali. È quello che ci dà sicurezza e ci rende eccitanti".

## Cover e impatto mediatico
La canzone è stata oggetto di cover da parte di Richard Cheese and Lounge Against the Machine, Goodnight Nurse, Buddy, The Dan Band e The Pictures ed è stata inclusa nella colonna sonora dei film Mean Girls (2004), Palle al balzo - Dodgeball (2004), King's Ransom (2005), Hot Movie - Un film con il lubrificante (2006) e Norbit (2007).
Nella serie televisiva Ugly Betty l'attrice Becki Newton, che interpreta il personaggio di Amanda Tanen, nell'episodio Il giorno delle nozze effettua una cover del brano.

## Video
Il video musicale prodotto per Milkshake è stato diretto dal regista Jake Nava e trasmesso per la prima volta il 12 novembre 2003. Il video ruota intorno al tema del frappé, milkshake appunto, ed è interamente ambientato in una tipica tavola calda statunitense (che si chiama Tasty's Yard), dove la cantante ordina la bevanda, attirando su di sé tutte le attenzioni degli avventori maschi del locale e suscitando la gelosia delle loro donne. Durante il video la cantante esegue una coreografia insieme a delle ballerine vestite da cameriere, e il rapper Nas, all'epoca compagno della cantante, appare in un cameo nei panni del cuoco del locale. Il video termina con l'esplosione della macchina per i frappé, il cui contenuto finisce addosso ai clienti.
La rivista maschile FHM ha inserito il video alla 73ª posizione nella classifica dei 100 Video più Sexy di Tutti i Tempi.

## Riconoscimenti
Il brano ha ottenuto una nomination ai Grammy Awards del 2004 nella categoria Miglior interpretazione urban alternativa, regalando a Kelis la sua prima nomination ai Grammy. La canzone ha perso contro Hey Ya! degli Outkast. il successo della canzone ha permesso all'artista di ottenere una nomination agli MTV Europe Music Awards dello stesso anno come "Best R&B Act".
La famosa webzine Pitchfork ha inserito la canzone alla posizione numero 113 nella lista delle 500 Migliori Tracce degli anni 2000, elogiando il frutto della collaborazione tra Kelis e i The Neptunes, che vede il suo culmine in questo pezzo secondo il critico che lo ha recensito per la classifica della rivista.
La celebre rivista Rolling Stone ha fatto di meglio, inserendo la canzone alla 40ª posizione nella lista delle 100 migliori canzoni degli anni 2000.
La rivista britannica NME ha inserito il brano nella sua lista delle 100 Migliori Tracce degli anni 2000 al numero 71, definendola " giocosamente innocente e innegabilmente esplicita al tempo stesso".
Stylus ha inserito il brano nella lista dei 50 migliori singoli del periodo 2000-2005 al tredicesimo posto, definendolo il capolavoro dei The Neptunes, aggiungendo che "la canzone incarna tutte le sonorità audaci che hanno reso l'R&B della decennio un gioco elettrizzante". La voce di Kelis viene descritta come "civettuolamente seducente". La stessa rivista ha inserito la canzone alla posizione numero 27 nella lista dei 100 migliori singoli dell'intero decennio.
Slant ha collocato il brano al numero 46 nella sua classifica dei 100 Migliori Singoli degli anni 2000, definendolo "l'inno da strip-club più esteticamente avanguardistico e dal testo più pazzo della storia".
Il canale musicale VH1 ha posizionato la canzone al numero 61 tra le 100 Migliori Canzoni degli anni 2000.

## Successo commerciale
Il singolo è entrato nella classifica R&B statunitense il 6 settembre 2003 alla posizione numero 73, per poi raggiungere la quarta posizione il 3 gennaio 2004. Il brano è entrato nella Hot 100 nell'ottobre 2003, debuttando al numero 95 e diventando il secondo singolo dell'artista a essere entrato nella classifica statunitense. Nella sua tredicesima settimana di permanenza in classifica, il singolo ha raggiunto la posizione numero 3, dove è rimasto per cinque settimane consecutive. La canzone ha speso ventidue settimane nella Hot 100, ed è stato il primo singolo di Kelis ad entrare in top10. Con oltre 880 000 download legali, il singolo ha ricevuto la certificazione di disco d'oro dalla RIAA. Milkshake, grazie all'enorme passaggio nei club statunitensi, ha raggiunto anche la prima posizione della classifica dance statunitense. Billboard ha classificato la canzone alla posizione numero 10 nella lista dei 100 Singoli di maggior successo del 2004.
Nel Regno Unito il singolo è entrato al numero 3 e ha raggiunto la seconda posizione in classifica, rimanendovi per quattro settimane consecutive e ottenendo il disco d'argento dalla BPI. In Irlanda il successo è stato addirittura maggiore: entrato in classifica alla quindicesima posizione, il singolo è poi arrivato al numero 1, dove è rimasto per cinque settimane consecutive.
Nelle classifiche olandesi Milkshake è stato il secondo singolo di Kelis a essere entrato in top10, dove ha raggiunto la posizione numero 7 e ha passato tredici settimane totali in classifica. Nelle classifiche danesi il singolo è arrivato alla posizione numero 4 e ha speso otto settimane nella top10, mentre sia in Svezia che in Norvegia ha raggiunto la quinta posizione.
Nella maggior parte dei paesi europei il singolo ha superato il successo di Caught out There, che nel 1999 era entrato nella top10 di molte classifiche europee.
Anche in Oceania il successo è stato ottimo. Nelle classifiche australiane il singolo è entrato direttamente alla numero 2, rimanendovi per cinque settimane non consecutive e diventando il primo singolo nella top10 australiana dell'artista. Anche nelle classifiche neozelandesi Milkshake è stato il primo singolo della cantante ad entrare in top10, dove è arrivato al numero 3 e ha passato sette settimane su tredici totali in classifica.

## Classifiche
| Classifica (2003/2004) | Posizione più alta |
| ---------------------- | ------------------ |
| Australia              | 2                  |
| Austria                | 38                 |
| Belgio (Fiandre)       | 10                 |
| Belgio (Vallonia)      | 33                 |
| Canada                 | 40                 |
| Danimarca              | 4                  |
| Paesi Bassi            | 6                  |
| Europa                 | 3                  |
| Finlandia              | 12                 |
| Francia                | 52                 |

| Classifica (2003/2004)               | Posizione più alta |
| ------------------------------------ | ------------------ |
| Germania                             | 22                 |
| Irlanda                              | 1                  |
| Italia                               | 20                 |
| Nuova Zelanda                        | 3                  |
| Norvegia                             | 5                  |
| Svezia                               | 5                  |
| Svizzera                             | 22                 |
| Regno Unito                          | 2                  |
| U.S. Billboard Hot R&B/Hip-Hop Songs | 4                  |
| U.S. Billboard Hot 100               | 3                  |
| U.S. Billboard Hot Dance Club Play   | 1                  |

## Tracce
CD 1
1. Milkshake – 3:02
2. Milkshake (X-Press 2 Triple Thick Vocal Mix Edit) – 6:49

CD 2
1. Milkshake – 3:02
2. Milkshake (X-Press 2 Triple Thick Vocal Mix) – 9:30
3. Milkshake (DJ Zinc Remix) – 5:59
4. Milkshake (Freq Nasty's Hip Hall Mix) – 6:24
5. Milkshake (Tom Neville Remix) – 6:26
6. Milkshake (Video)

DVD single
1. Milkshake
2. Light Your Ass on Fire (Busta Rhymes featuring Pharrell) (Video)

12" maxi single
1. Milkshake – 3:02
2. Milkshake (X-Press 2 Triple Thick Vocal Mix) – 9:30
3. Milkshake (Tom Neville Remix) – 6:26
4. Milkshake (X-Press 2 Triple Dub featuring Extra Cream) – 9:30

Milkshake/Trick Me/Protect My Heart/Millionaire double A-side
1. Milkshake (Full Version)
2. Trick Me (Snippet)
3. Protect My Heart (Snippet)
4. Milkshake (Full Version) (Instrumental)
5. Millionaire (Snippet) (featuring André 3000)